# Anouška Šankarová
Anouška Šankarová (* 9. června 1981 Londýn) je indická hráčka na sitár. Je dcerou sitáristy Raviho Šankara a mladší sestrou zpěvačky Norah Jones. Na sitár začala hrát po vzoru svého otce již v dětství. Své první album vydala v roce 1998. Následovala ho řada dalších. V roce 2007 vydala album Breathing Under Water ve spolupráci s Karshem Kalem. Jde o kombinaci klasické hry na sitár s elektronickou hudbou.

## Mládí
Anouška se narodila v Londýně a dětství prožila v Londýně a Dillí. Je dcerou Sukanya Šankarové a indického sitarového mistra Ravi Šankara. Narodila se, když mu bylo 61 let. Jejími sourozenci jsou Norah Jones (narozená Geetali Norah Šankarová) a Shubhendra "Shubho" Šankar, který zemřel v roce 1992. Jako teenager žila Anouška v Encinitas v Kalifornii a navštěvovala akademii San Dieguito. V roce 1999 absolvovala s vyznamenáním a po návratu domů se Anouška rozhodla místo studia vysoké školy věnovat hudební kariéře.

## Kariéra
Anouška začala hrát na sitar už v sedmi letech se svým otcem Ravim. Součástí její hudební přípravy bylo doprovázet ho již od deseti let na tanpuru při jeho koncertech. Zvykla si tak na jeviště a vlastní hudební vystupování. Poprvé veřejné hrála na sitar ve věku 13 let u příležitosti oslavy výročí 75. narozenin svého otce 27. února 1995.

## Diskografie

### Alba
- 1998: Anoushka
- 2000: Anourag
- 2001: Live at Carnegie Hall
- 2005: Rise
- 2007: Breathing Under Water
- 2011: Traveller
- 2013: Traces of You
- 2015: Home
- 2016: Land of Gold
- 2020: Love Letters